# Шилівський ліс
Ши́лівський ліс — ботанічна пам'ятка природи загальнодержавного значення в Україні. Розташована на північ від села Шилівців Хотинського району Чернівецької області, в межах Хотинської височини, неподалік від верхів'їв річки Рингач. 
Площа 63 га. Статус надано 1981 року. Перебуває у віданні ДП «Хотинський лісгосп» (Колінківське л-во, кв. 60, вид. 1). 
Охороняється ділянка дубово-грабової бучини на східній межі поширення бука лісового. Особливо цінним є високопродуктивні біологічно стійкі букові насадження віком бл. 90 р. У домішці — клен гостролистий; підлісок утворюють бузина чорна, ліщина звичайна, свидина. 
Шилівський ліс має науково-освітнє та природоохоронне значення.